# Drive-by download
Drive-by download (em português literal, "conduzir através de download") significa duas coisas, ambas relativas à transferência não intencional de software a partir da Internet:
1. Downloads que uma pessoa autorizada, mas sem a compreensão das consequências (por exemplo, downloads que instalam um programa executável desconhecido ou falsificado, como um  componente ActiveX ou um applet Java);
2. Qualquer download que acontece sem o conhecimento de uma pessoa, geralmente um vírus de computador, um spyware, um malware ou um crimeware.[1]

Drive-by downloads podem acontecer quando visita-se um site web, visualiza-se uma mensagem de e-mail ou clica-se em uma janela pop-up enganadora: clicando na janela, na crença equivocada de que, por exemplo, um relatório de erros do sistema operacional do computador está por si só sendo reconhecido; ou que um pop-up de propaganda inofensivo está sendo recusado. Nesses casos, o "fornecedor" pode alegar que o usuário "consentiu" a transferência, embora, na verdade, o usuário não tinha conhecimento de ter iniciado um download de software indesejado ou malicioso. Sites web que exploram a vulnerabilidade de Meta-arquivo do Windows (eliminada por uma atualização do Windows de 5 de janeiro de 2006) pode fornecer exemplos de drive-by downloads deste tipo.
Os crackers usam diferentes técnicas para ofuscar o código malicioso, de modo que o software de antivírus não seja capaz de reconhecê-lo. O código é executado em iframes escondidos, e pode passar despercebido.
Um drive-by install (em português, "conduzir através de instalação") é um evento similar. Refere-se a instalação, em vez de download (embora, às vezes, os dois termos sejam usados como sinônimos).